# Ko mne, Mukhtar!
Ko mne, Mukhtar! (russisk: Ко мне, Мухтар!) er en sovjetisk spillefilm fra 1964 af Semjon Tumanov.

## Medvirkende
- Jurij Nikulin som Glazytjev
- Vladimir Jemeljanov som Sergej Prokofjevitj
- Leonid Kmit som Stepan Dugovets
- Jurij Belov som Larionov
- Alla Larionova som Masja